# Sviny (ort i Tjeckien, Södra Böhmen)
Sviny är en ort i Tjeckien.   Den ligger i regionen Södra Böhmen, i den centrala delen av landet, 100 km söder om huvudstaden Prag. Sviny ligger 419 meter över havet och antalet invånare är 320.
Terrängen runt Sviny är platt. Runt Sviny är det ganska tätbefolkat, med 58 invånare per kvadratkilometer. Närmaste större samhälle är Týn nad Vltavou, 16,1 km väster om Sviny. Trakten runt Sviny består till största delen av jordbruksmark.